# Большеарслангулово
Большеарслангу́лово (рос. Большеарслангулово, башк. Оло Арыҫланғол) — село у складі Хайбуллінського району Башкортостану, Росія. Входить до складу Абішевської сільської ради.
Населення — 136 осіб (2010; 175 в 2002).
Національний склад:
- башкири — 100%